# Xyris kwangolana
Xyris kwangolana är en gräsväxtart som beskrevs av Paul Auguste Duvigneaud och Homes. Xyris kwangolana ingår i släktet Xyris och familjen Xyridaceae. IUCN kategoriserar arten globalt som otillräckligt studerad.
Artens utbredningsområde är Kongo-Kinshasa. Inga underarter finns listade i Catalogue of Life.